# U 462 (Kriegsmarine)
De U 462 was een type XIV U-boot-tanker, een "melkkoe" van de Duitse Kriegsmarine tijdens de Tweede Wereldoorlog. Hij stond onder commando van Oberleutnant Bruno Vowe.

## Geschiedenis
21 juni 1943 - Kort na zijn vertrek uit Bordeaux werd de U 462, die U-boten voor de kust van Zuid-Afrika moest bevoorraden, door Mosquito-vliegtuigen aangevallen van de RAF Squadron151 & 456, en zo ernstig beschadigd dat hij naar zijn basis moest terugkeren. 
Er viel een dode, waaronder matrozengefreiter (korporaal) Ferdinand Brunnbaur. 

## Ondergang
30 juli 1943 - Deze "melkkoe" werd door een Handley Page Halifax-vliegtuig (Squadron 502/S) en door kanonvuur van de sloepen HMS Wren, HMS Kite, HMS Woodpecker, HMS Wild Goose en HMS Woodcock in de Golf van Biskaje, tot zinken gebracht op positie 45° 33′ 0″ NB, 10° 58′ 0″ WL. Hierbij viel één dode en 64 overlevenden werden krijgsgevangen genomen door de Britten. 